# Aleksandr Bołotow
Aleksandr Władimirowicz Bołotow, ros. Александр Владимирович Болотов (ur. 3 października 1866 r. w Sankt Petersburgu, zm. 26 lutego 1938 r. w Autonomicznej Republice Góry Athos) – rosyjski urzędnik państwowy, emigracyjny działacz, pisarz, mnich.

## Życiorys
W 1888 r. ukończył imperatorską szkołę prawa, po czym pracował jako sekretarz prokuratora charkowskiego okręgu prawniczego. W 1897 r. przyjechał do rodzinnego majątku ziemskiego Gorka w ujeździe nowogrodzkm guberni nowogrodzkiej. Wszedł w skład nowogrodzkiego urzędu ziemskiego. Od 1899 r. pełnił funkcję ziemskiego naczelnika części ujezdu nowogrodzkiego (okolice Tosna). W 1901 r. wybrano go nowogrodzkim ujezdnym marszałkiem szlachty. W latach 1905–1909 był gubernatorem permskim. Oprócz uspokojenia nastrojów w okresie rewolucji 1905 r. jego głównym zadaniem było wprowadzenie w życie postanowień „stołypińskiej” reformy rolnej, której był wielkim zwolennikiem. W 1909 r. w Permie był jednym z inicjatorów utworzenia Stowarzyszenia „Russkoje zierno”, obejmując funkcję zastępcy przewodniczącego. Następnie wchodził w skład Piotrogradzkiej Rady Opiekuńczej. Otrzymał tytuł radcy stanu, a następnie kammerherra (szambelana) Najwyższego Dworu. W 1914 r. został sędzią pokoju ujezdu nowogrodzkiego. Po wybuchu I wojny światowej został pełnomocnym przedstawicielem Rosyjskiego Stowarzyszenia Czerwonego Krzyża przy 3 Armii. Po rewolucji bolszewickiej 1917 r. przeniósł się na Wołyń. W 1 poł. lat 20. wyjechał do Francji, gdzie opublikował dwie książki pt. „Swiatyje i griesznyje” (1924) i „Gospodin Wielikij Nowgorod” (1925). W 1929 r. w Warszawie wydał kolejną książkę pt. „Strastnyje i swietłyje dni na Afonie”. Od 1935 r. był członkiem Komitetu Kasy Prawników. Następnie przybył do Grecji i wstąpił do klasztoru św. Pantelejmona na górze Athos, przyjmując po postrzyżynach mniszych imię zakonne Ambroży.